# Christina McHale
Christina McHale (Teaneck, 11 mei 1992) is een professioneel tennisspeelster uit de Verenigde Staten van Amerika.

## Levensloop
Van haar derde tot haar achtste levensjaar woonde McHale met haar familie in Hongkong, waar haar vader voor zijn werk was. In haar jeugdjaren deed zij ook aan wedstrijdzwemmen. Van haar moeder, die uit Cuba komt, leerde zij Spaans, en in Hongkong leerde zij Chinees.
Zij begon op haar zevende met het spelen van tennis. In 2007 speelde zij haar eerste ITF-toernooi, in dat jaar won zij ook het Serra Negra ITF-toernooi met vrouwendubbelspel in Brazilië. Haar eerste enkelspeltitel won McHale in 2011, op het ITF-toernooi van Rome. Een tweede ITF-titel volgde in 2016 (op het Hawaïaanse eiland Maui).
In 2011 won zij de bronzen medaille in het vrouwenenkelspel op de Pan-Amerikaanse Spelen in Guadalajara. In de troostfinale won zij van de als vierde geplaatste Florencia Molinero uit Argentinië: 6-1 en 6-1.
In 2014 stond McHale voor het eerst in een WTA-enkelspelfinale, op het toernooi van Acapulco – zij verloor van de Slowaakse Dominika Cibulková in drie sets. In 2016 wist zij haar eerste WTA-enkelspeltitel te winnen, op het Japan Open in Tokio – in de finale versloeg zij de Tsjechische Kateřina Siniaková in drie sets.
In 2016 won McHale voorts twee WTA-dubbelspeltitels, een in Hobart (samen met Han Xinyun) en een tweede in Tianjin (met Peng Shuai),
In de periode 2010–2016 maakte McHale deel uit van het Amerikaanse Fed Cup-team – zij behaalde daar een winst/verlies-balans van 5–5. Zij stond in Wereldgroep I in 2010 (toen zij alleen in de eerste ronde werd opgesteld) en in 2014 (toen de VS in de eerste ronde verloren).

## Posities op deWTA-ranglijst
Positie per einde seizoen:
| jaar | rang enkelspel | rang dubbelspel |
| ---- | -------------- | --------------- |
| 2007 | 712            | 681             |
| 2008 | 425            | 571             |
| 2009 | 218            | 488             |
| 2010 | 115            | 435             |
| 2011 | 42             | 175             |
| 2012 | 33             | 166             |
| 2013 | 68             | 126             |
| 2014 | 54             | 178             |
| 2015 | 64             | 259             |
| 2016 | 45             | 38              |
| 2017 | 63             | 130             |
| 2018 | 155            | 143             |
| 2019 | 85             | 157             |
| 2020 | 80             | 129             |

## Palmares
| Legenda                 |
| ----------------------- |
| Grandslamtoernooi       |
| Olympische Spelen       |
| Year-End Championships  |
| Premier Mandatory       |
| Premier Five / WTA 1000 |
| Premier / WTA 500       |
| International / WTA 250 |
| Challenger / WTA 125    |

### WTA-finaleplaatsen enkelspel
| nr.              | finale     | toernooi          | ondergrond | tegenstandster     | score         |         |
| ---------------- | ---------- | ----------------- | ---------- | ------------------ | ------------- | ------- |
| gewonnen finales |            |                   |            |                    |               |         |
| 1.               | 2016-09-18 | WTA Japan (Tokio) | hardcourt  | Kateřina Siniaková | 3-6, 6-4, 6-4 | details |
| verloren finales |            |                   |            |                    |               |         |
| 1.               | 2014-03-01 | WTA Acapulco      | hardcourt  | Dominika Cibulková | 6-7, 6-4, 4-6 | details |

### WTA-finaleplaatsen vrouwendubbelspel
| nr.              | finale     | toernooi              | ondergrond | partner           | tegenstandsters                | score            |         |
| ---------------- | ---------- | --------------------- | ---------- | ----------------- | ------------------------------ | ---------------- | ------- |
| gewonnen finales |            |                       |            |                   |                                |                  |         |
| 1.               | 2016-01-16 | WTA Hobart            | hardcourt  | Han Xinyun        | Kimberly Birrell Jarmila Wolfe | 6-3, 6-0         | details |
| 2.               | 2016-10-16 | WTA Tianjin           | hardcourt  | Peng Shuai        | Magda Linette Xu Yifan         | 7-6, 6-0         | details |
| 3.               | 2025-03-30 | WTA Puerto Vallarta   | hardcourt  | Hanna Chang       | Maya Joint Ena Shibahara       | 2-6, 6-2, [10-7] | details |
| verloren finales |            |                       |            |                   |                                |                  |         |
| 1.               | 2019-09-15 | WTA Japan (Hiroshima) | hardcourt  | Valerija Savinych | Misaki Doi Nao Hibino          | 6-3, 4-6, [4-10] | details |
| 2.               | 2021-08-28 | WTA Cleveland         | hardcourt  | Sania Mirza       | Shuko Aoyama Ena Shibahara     | 5-7, 3-6         | details |

### Gewonnen ITF-toernooien enkelspel
| nr. | finale     | toernooi       | ondergrond | dotatie  | tegenstandster in finale | score         |
| --- | ---------- | -------------- | ---------- | -------- | ------------------------ | ------------- |
| 1.  | 2011-06-05 | Rome           | gravel     | $ 50.000 | Jekaterina Ivanova       | 6-2, 6-4      |
| 2.  | 2016-01-31 | Maui           | hardcourt  | $ 50.000 | Raveena Kingsley         | 6-3, 4-6, 6-4 |
| 3.  | 2019-05-12 | Cagnes-sur-Mer | gravel     | $ 80.000 | Stefanie Vögele          | 7-6, 6-2      |

### Gewonnen ITF-toernooien dubbelspel
| nr. | finale     | toernooi    | ondergrond | dotatie  | partner         | tegenstandsters in finale          | score    |
| --- | ---------- | ----------- | ---------- | -------- | --------------- | ---------------------------------- | -------- |
| 1.  | 2007-10-20 | Serra Negra | gravel     | $ 10.000 | Allie Will      | Mailen Auroux Tatiana Búa          | 7-5, 6-3 |
| 2.  | 2008-06-28 | Wichita     | hardcourt  | $ 10.000 | Sloane Stephens | Dominika Diešková Ana-Clara Duarte | 6-3, 6-2 |
| 3.  | 2010-06-04 | Rome        | gravel     | $ 50.000 | Olivia Rogowska | Iryna Koerjanovitsj Arantxa Rus    | 6-4, 6-1 |

## Resultaten grote toernooien
| Legenda | Legenda                          |
| ------- | -------------------------------- |
| g.t.    | geen toernooi gehouden           |
| l.c.    | lagere categorie                 |
| –       | niet deelgenomen                 |
| G       | uitgeschakeld in de groepsfase   |
| 1R      | uitgeschakeld in de eerste ronde |
| 2R      | uitgeschakeld in de tweede ronde |
| 3R      | uitgeschakeld in de derde ronde  |
| 4R      | uitgeschakeld in de vierde ronde |
| KF      | uitgeschakeld in de kwartfinale  |
| HF      | uitgeschakeld in de halve finale |
| F       | de finale verloren               |
| W       | het toernooi gewonnen            |
| w-v     | winst/verlies-balans             |

### Enkelspel
| toernooi            | 2009 | 2010 | 2011 | 2012 | 2013 | 2014 | 2015 | 2016 | 2017 | 2018 | 2019 | 2020 | 2021 |
| ------------------- | ---- | ---- | ---- | ---- | ---- | ---- | ---- | ---- | ---- | ---- | ---- | ---- | ---- |
| grandslamtoernooien |      |      |      |      |      |      |      |      |      |      |      |      |      |
| Australian Open     | 1R   | –    | 1R   | 3R   | 1R   | 2R   | 2R   | 1R   | 1R   | 1R   | –    | 1R   | 1R   |
| Roland Garros       | –    | 1R   | 1R   | 3R   | 1R   | 1R   | 1R   | 1R   | 1R   | 1R   | –    | 2R   | 1R   |
| Wimbledon           | –    | –    | 2R   | 3R   | 2R   | 1R   | 2R   | 2R   | 2R   | 1R   | 1R   | g.t. | 1R   |
| US Open             | 2R   | 1R   | 3R   | 1R   | 3R   | 2R   | 1R   | 2R   | 2R   | 1R   | –    | 1R   |      |
| Premier Mandatory   |      |      |      |      |      |      |      |      |      |      |      |      |      |
| Indian Wells        | –    | 1R   | 3R   | 4R   | 2R   | 1R   | 2R   | 3R   | 1R   | 1R   |      |      |      |
| Miami               | –    | –    | –    | 2R   | 2R   | 2R   | 2R   | 2R   | 2R   | 3R   |      |      |      |
| Madrid              | –    | –    | –    | 2R   | 2R   | 2R   | 2R   | 3R   | 1R   | –    |      |      |      |
| Peking              | –    | –    | 2R   | 1R   | –    | 1R   | –    | 1R   | 1R   | –    |      |      |      |
| Premier Five        |      |      |      |      |      |      |      |      |      |      |      |      |      |
| Dubai/Doha          | –    | –    | –    | KF   | 3R   | –    | –    | –    | 3R   | –    |      |      |      |
| Rome                | –    | –    | 2R   | 2R   | 2R   | 3R   | KF   | 3R   | 1R   | –    |      |      |      |
| Montréal/Toronto    | –    | –    | –    | 3R   | –    | –    | –    | 2R   | –    | 1R   |      |      |      |
| Cincinnati          | –    | 3R   | 3R   | 1R   | –    | 2R   | 1R   | 2R   | –    | –    |      |      |      |
| Tokio/Wuhan         | –    | 1R   | 2R   | –    | –    | 1R   | –    | –    | 1R   | –    |      |      |      |
| olympisch           |      |      |      |      |      |      |      |      |      |      |      |      |      |
| Olympische Spelen   | g.t. | g.t. | g.t. | 1R   | g.t. | g.t. | g.t. | –    | g.t. | g.t. |      |      |      |
| statistieken        |      |      |      |      |      |      |      |      |      |      |      |      |      |
| titels per jaar     | 0    | 0    | 0    | 0    | 0    | 0    | 0    | 1    | 0    | 0    |      |      |      |
| eindejaarsranking   | 218  | 115  | 42   | 33   | 68   | 54   | 64   | 45   | 63   | 155  |      |      |      |

### Vrouwendubbelspel
| toernooi        | 2009 | 2010 | 2011 | 2012 | 2013 | 2014 | 2015 | 2016 | 2017 | 2018 | 2019 | 2020 | 2021 |
| --------------- | ---- | ---- | ---- | ---- | ---- | ---- | ---- | ---- | ---- | ---- | ---- | ---- | ---- |
| Australian Open | –    | –    | –    | 1R   | 1R   | 1R   | 1R   | 1R   | 1R   | –    | –    | 1R   | 2R   |
| Roland Garros   | –    | –    | –    | 2R   | 1R   | 1R   | 1R   | 2R   | –    | 1R   | –    | 1R   | –    |
| Wimbledon       | –    | –    | 3R   | 2R   | 2R   | 1R   | 1R   | 3R   | 1R   | 3R   | –    | g.t. | 1R   |
| US Open         | 1R   | 1R   | 1R   | –    | 1R   | 2R   | 1R   | –    | 1R   | 3R   | 2R   | 1R   |      |

### Gemengd dubbelspel
| toernooi        | 2014 | 2015 | 2016 | 2017 | 2018 | 2019 |
| --------------- | ---- | ---- | ---- | ---- | ---- | ---- |
| Australian Open | –    | –    | –    | –    | –    | –    |
| Roland Garros   | –    | –    | –    | 1R   | –    | –    |
| Wimbledon       | –    | –    | –    | –    | –    | –    |
| US Open         | 2R   | 1R   | 1R   | –    | HF   | 1R   |